# 1800 en philosophie
Chronologie de la philosophie
- 1796
- 1797
- 1798
- 1799
- 1800
- 1801
- 1802
- 1803
- 1804

L’année 1800 a été marquée, en philosophie, par les événements suivants :

## Publications
- De l'esprit des choses, de Saint-Martin.
- Dictionnaire des athées, de Sylvain Maréchal.
- Système de l'idéalisme transcendantal, de Schelling.

### Traductions
- Jakob Böhme : Aurora, oder die Morgenröte im Aufgang (1612). Trad. de l'all. Louis-Claude de Saint-Martin, 1800.

## Décès
- 29 mars : Marc-René de Montalembert, philosophe français, né en 1714.